# Apprêt (peinture)
Pour les articles homonymes, voir Apprêt.

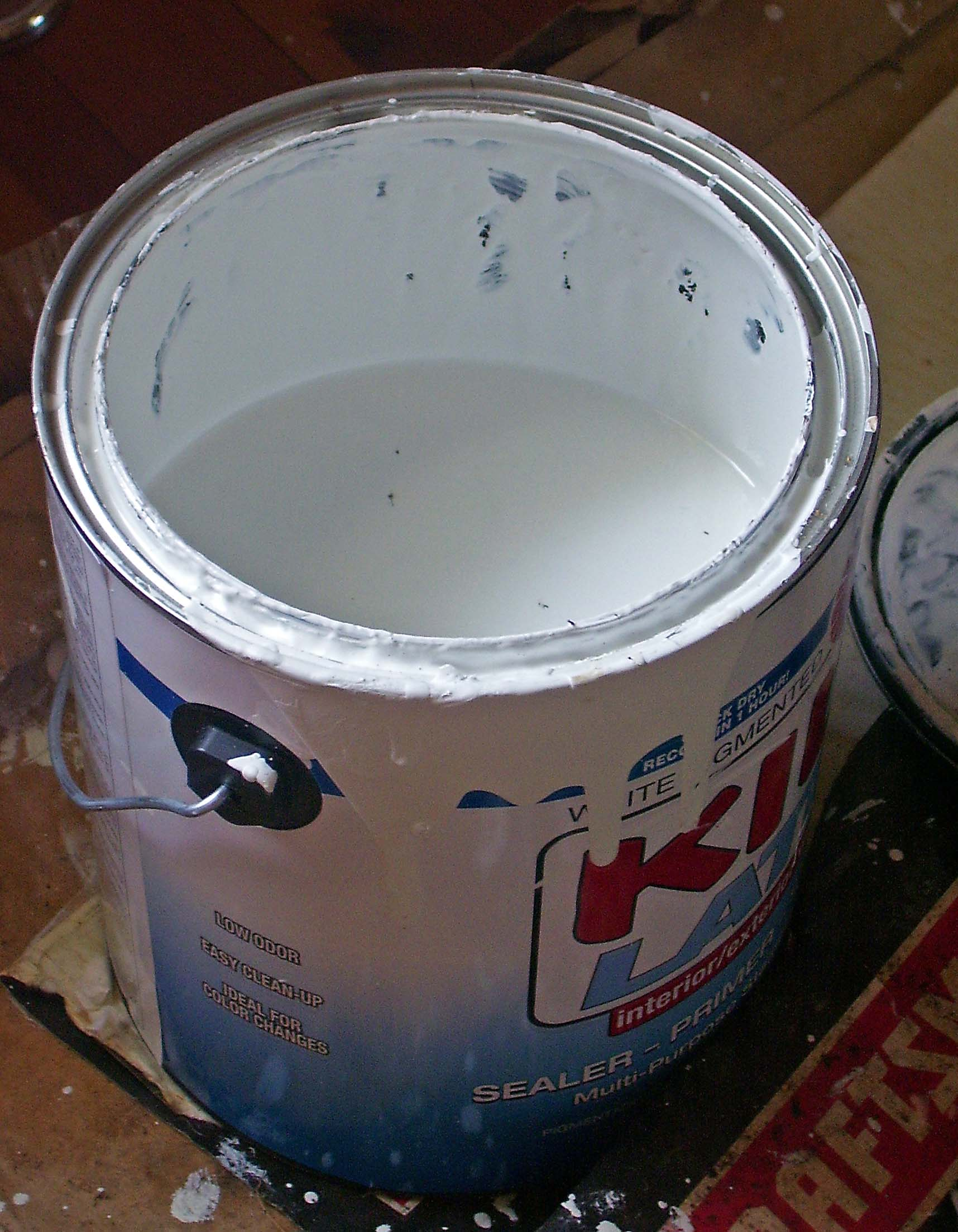
Pot d'apprêt

Un apprêt est une couche de préparation ou un enduit que l'on applique sur un support de peinture, tels toile, papier, bois, métal, verre, afin de le rendre propre à recevoir la peinture.
Il peut s'agir de réduire son pouvoir absorbant et sa porosité (toile, bois) et/ou d'augmenter l'adhérence de la peinture (verre, métal).
La composition de l'apprêt dépend de la technique picturale ou médium :
- mélange d'huile cuite et de blanc d'argent (toxique) pour une préparation grasse destinée à la toile à travailler à la peinture à l'huile
- mélange de chaux et de colle
- mélange à base de liant acrylique pour une préparation universelle, destinée à la toile à travailler à l'huile ou à l'acrylique

Cet apprêt sera apposé sur le support de façon plus ou moins épaisse, en une ou plusieurs couches, poncées ou non, selon le souhait de l'artiste.
L'action d'apposer l'apprêt sur le support se nomme apprêter.
Dans le domaine des beaux-arts, on trouve couramment des toiles de lin apprêtées, en rouleau de deux mètres de laize. Les toiles déjà montées sur châssis sont généralement apprêtées.
Traditionnellement blancs, les apprêts peuvent aussi être transparents, ce qui permet de garder l'apparence de la toile de lin brute, ou noirs.
On distingue ainsi une toile de lin, naturellement beige d’une toile de coton, de qualité inférieure, et blanche.

## Quelques apprêts spécifiques

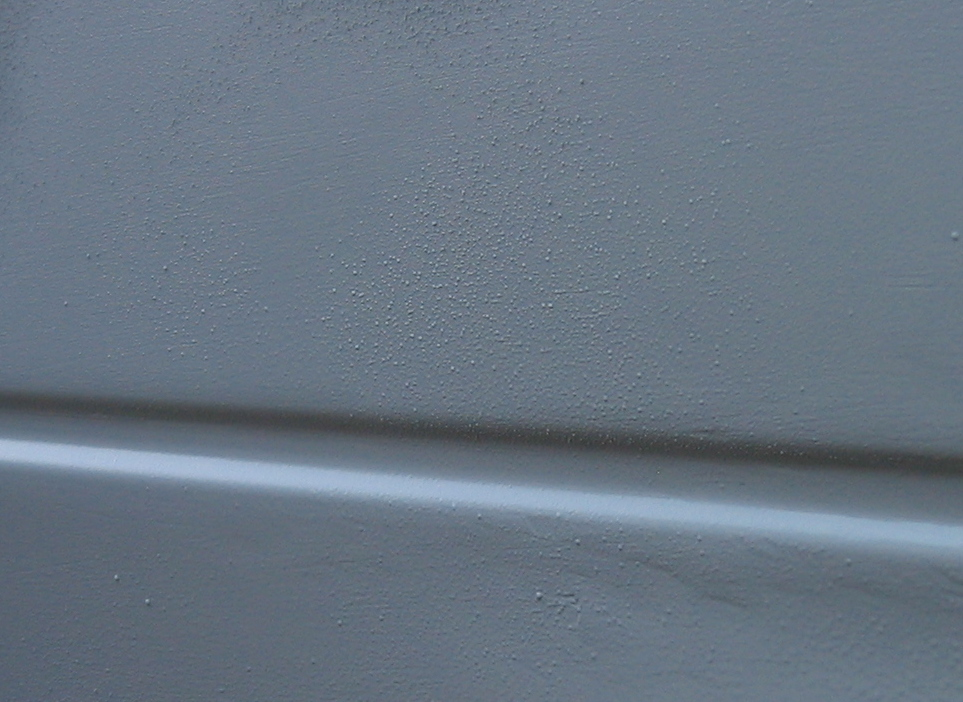
Apprêt permettant de rendre adhérentes des couches et joint d'étanchéité sur le corps de l'automobile

- Gesso, apprêt couramment utilisé en beaux-arts.
- Primaire (primer en anglais), apprêt permettant de rendre adhérentes des couches lisses, utilisé en carrosserie, mais peut aussi être utilisé sur du verre[réf. souhaitée].
- Assiette, composition que l'on étend sur plusieurs couches de blanc avant de dorer, et qui sert tout à la fois à happer et à fixer l'or sur le sujet.